# Spirit of Ecstasy

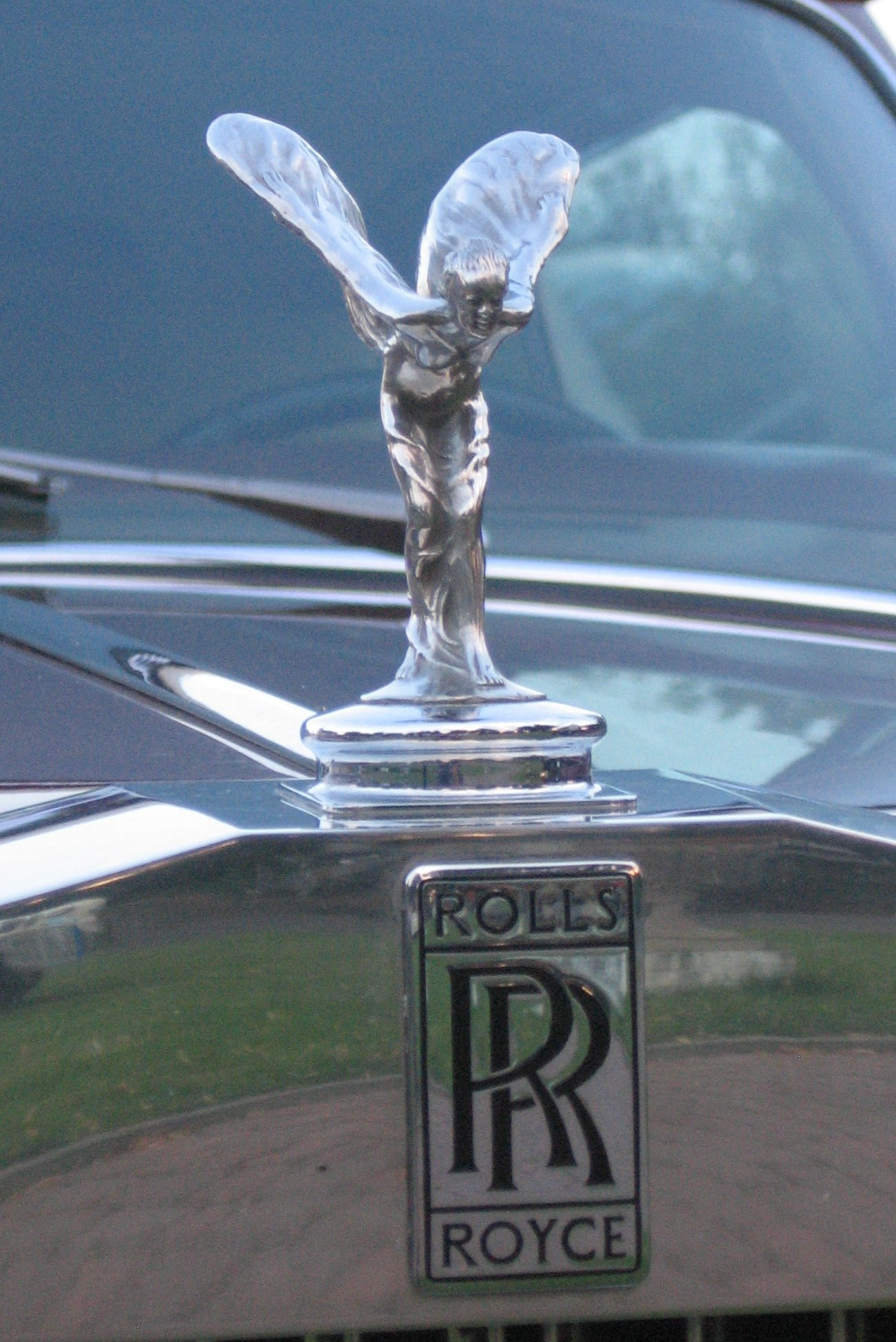
Spirit of Ecstasy op een Rolls-Royce Corniche

Spirit of Ecstasy is de naam van de mascotte die sinds 1911 de radiateur van de Rolls-Royce siert.  De mascotte is een ontwerp van Charles Sykes, gebaseerd op actrice en model Eleanor Thornton (1880-1915). Het beeldje stelt een vrouw voor die voorover buigt met haar armen naar achteren gestrekt, daarbij waaiert haar kleding uit, hetgeen lijkt op vleugels. Tot 1914 werden deze beeldjes standaard uitgevoerd in zilver. 

## Oorsprong
De Spirit of Ecstasy, ook wel 'Emily', ‘Silver-Lady’ of ‘Flying Lady’, genoemd, is ontworpen door Charles Robinson Sykes en staat symbool voor een geheime liefde tussen John Walter Edward Scott-Montagu, (2e Lord Montagu van Beaulieu) en zijn maîtresse, en model voor de mascotte, Eleonora Velasco Thornton.
Thornton was 22 jaar oud toen zij de secretaresse van Scott-Montagu werd. Zij hadden daarna ruim tien jaar een geheime verhouding. De lage sociale status van Thornton vormde een belemmering voor een huwelijk. Scott-Montagu huwde ondertussen met Cecil Victoria Constance, maar de geheime liefdesaffaire met Thornton werd voortgezet.
Thornton kwam om bij de scheepsramp met de SS Persia op 30 december 1915 toen zij Scott-Montagu vergezelde op een reis naar India. Het schip werd bij Kreta, zonder enige waarschuwing, door een Duitse onderzeeboot getorpedeerd en zonk. Scott-Montagu overleefde deze ramp.

## The Whisper

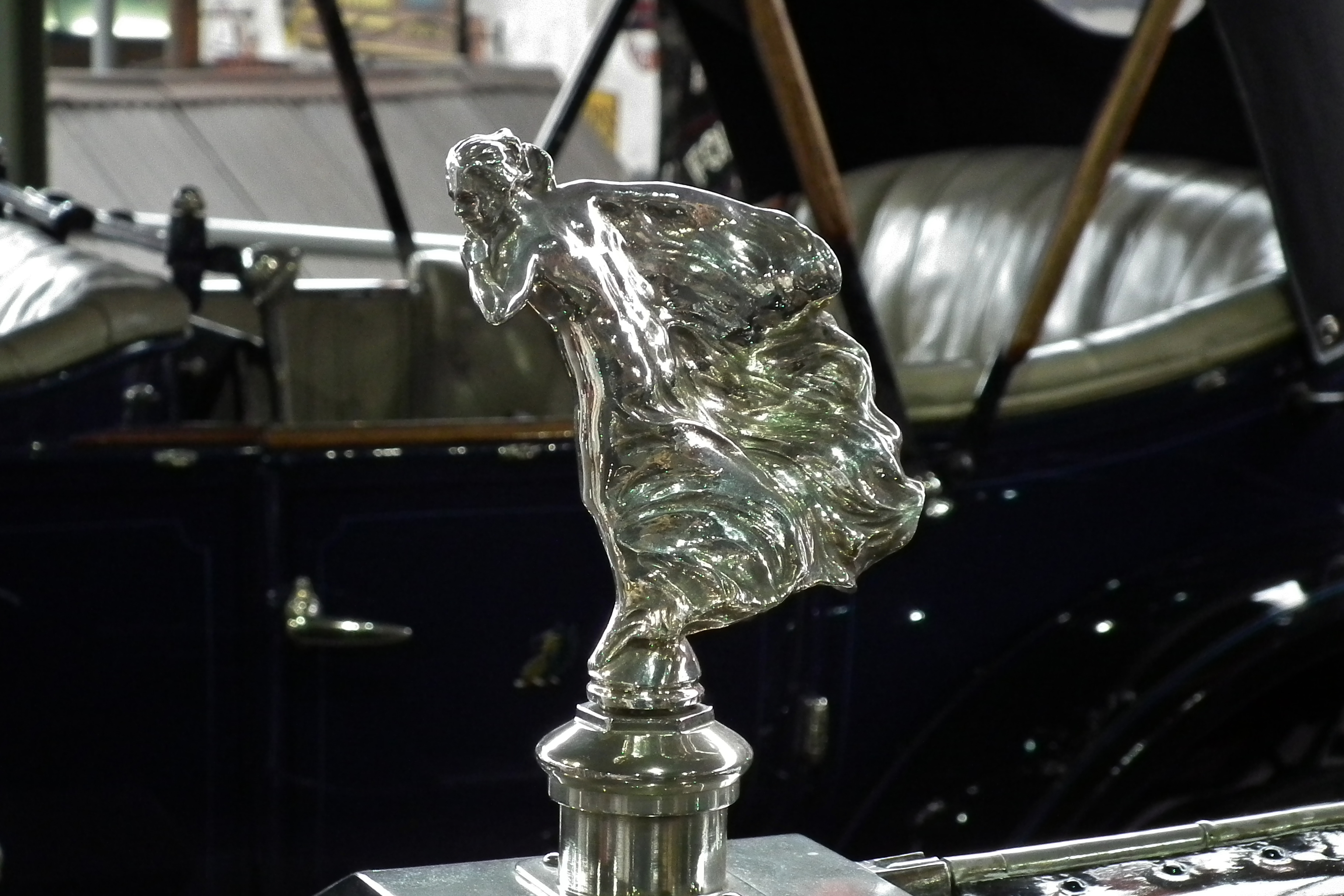
De Rolls-Royce Whisper uit 1925

Toen Scott-Montagu zijn vriend Sykes opdracht gaf een persoonlijke mascotte voor zijn Rolls-Royce Silver Ghost te ontwerpen koos deze Thornton als model. Sykes ontwierp oorspronkelijk een figuur met wapperende kleding en met haar vinger op de lippen gedrukt - als symbool voor haar geheime verhouding. Dit beeldje werd The Whisper gedoopt.

De allereerste Rolls-Royce-modellen hadden geen mascotte, wel het bekende logo. Dit was voor veel kopers niet voldoende en vanaf 1910 werd elk model standaard uitgerust met een 'Spirit of Ecstasy'. Dit werd mede ingesteld omdat Rolls-Royce vaststelde dat klanten een eigen mascotte aanbrachten.
De mascotte moest de “geest van Rolls-Royce” symboliseren, namelijk; snelheid, stilte, comfortabele rijeigenschappen, mystiek en schoonheid.
Sykes heeft het beeld van de godin Nikè bekeken in het Louvre, maar was naar eigen zeggen niet onder de indruk van dit beeld. Volgens hem moest het ontwerp meer vrouwelijkheid vertegenwoordigen. Het was weer Thornton die hij in gedachten had. Deze nieuwe versie werd in februari 1911 gepresenteerd.
Sommige critici en fans van Rolls-Royce gaven de 'Spirit of Ecstasy' de dubieuze bijnaam "Ellie in her Nightie", (Elly in haar nachtjapon).
De 'Spirit of Ecstasy' was aanvankelijk een extra optie, maar in de praktijk werd het vanaf de jaren 1920 op bijna alle modellen standaard geleverd. Van 1911 tot 1914 was het beeldje verzilverd, daarna, om diefstal tegen te gaan, verchroomd of van nikkel. In 1920 verscheen de eerste vergulde versie, uiteraard tegen meerprijs.
Al lijkt het beeldje onveranderd, toch zijn er in de loop der jaren elf uitvoeringen vervaardigd, aangepast aan een nieuwer model Rolls-Royce.
Sykes kreeg in de jaren 30 nogmaals de opdracht om de mascotte aan te passen voor de sportmodellen van Rolls-Royce.

## The Kneeling Lady
The Kneeling Lady (De knielende dame) werd onthuld op 26 januari 1934, en was onmiskenbaar geïnspireerd op Eleonora, hét symbool van de Rolls.

## The Flying Lady
In de Verenigde Staten wordt de mascotte The Flying Lady genoemd, en is iets anders dan de Engelse versie, namelijk meer voorovergebogen.

## Moderne Spirit of Ecstacy
De hedendaagse Spirit of Ecstasy is 3 inch hoog, standaard uitgevoerd in roestvast staal. Een klant kan echter ook kiezen voor zilver of zelfs 24 karaats goud. Om diefstal tegen te gaan verdwijnt, wanneer de auto wordt uitgeschakeld, de Spirit automatisch achter een luikje op de radiator. Bij de laatste modellen verdwijnt de Spirit automatisch wanneer de auto, ongeacht vanuit welke hoek, geraakt wordt.

## Uitzonderingen
De Rolls-Royce Phantom IV uit 1950, van toen nog prinses Elizabeth, heeft een beeldje van St. Joris te paard in gevecht met een slang. Dit demontabele beeldje werd ontworpen door Edward Seago.

Prinses Margaret koos voor een Pegasus-beeldje voor haar Phantom IV uit 1954.